# Seitenflattern
Das Seitenflattern (engl. thrashing) bezeichnet in der Informatik ein Phänomen, das bei virtueller Speicherverwaltung durch Mangel an verfügbarem Hauptspeicher für ein Computerprogramm entsteht. Hierbei braucht dieses mehr Zeit, Daten aus dem Hauptspeicher auf die Festplatte auszulagern, als um die eigentlichen Berechnungen durchzuführen. Werden also in einem kurzen Zeitraum mehr Daten verarbeitet, als (Haupt-)Speicherplatz zur Verfügung steht, entsteht ein „Flattern“ durch ständiges Auslagern und Wiedereinlesen ebendieser Daten.